# النظام البيئي لريادة الأعمال
النظام البيئي للأعمال الريادية أو النظام البيئي لريادة الأعمال هو البيئة الاجتماعية والاقتصادية التي تؤثر على ريادة الأعمال المحلية أو الإقليمية. لدى الشركات التي تقع داخل أماكن حاضنة للإبداع والابتكار وريادة الأعمال فرصة أكبر للنجاح.
توجد جميع تشكيلات الشركات الناجحة عالميًا تقريبًا في العقود الماضية، مثل آبل وياهو وغوغل وفيسبوك، في إحدى النظامين البيئيين الناشئين في الولايات المتحدة الأمريكية، وادي السليكون وبوسطن.
في السنوات الأخيرة، كُرّرت أنظمة ريادة الأعمال التكنولوجية هذه في جميع أنحاء العالم: في الولايات المتحدة الأمريكية، نيويورك وشيكاغو وأوستن وسياتل. وعالميًا، تل أبيب وسنغافورة ولندن وبرلين. أدى ذلك إلى سلسلة من الأوراق البحثية التي تصف الصفات المميزة لها: سوريش، ج. ورامراج، ر.، 2012، أودين، م.، هندو، ر.س.، الساكور، ر.، شاه، أ.، أبو بكر، أ. وسابا، ت.،2015 وبلوم، ب.ن. وديس، ج.،2008.
قد يكون أيضًا مجموعة من الشركات، إذ يحوي الشركات الناشئة وكيان تنسيق واحد أو أكثر، تشترك في أهداف متشابهة وتقرر تشكيل شبكة أو منظمة من أجل استكشاف وفورات الحجم إلى جانب المرونة و «دافع» ريادة الأعمال. يمكن استكشاف وفورات الحجم في وظائف الأعمال مثل تطوير الأعمال والتمويل وتحليل السوق والاتصالات التسويقية والبنية التحتية لتكنولوجيا المعلومات/نظم المعلومات الإدارية وإدارة رأس المال البشري والدعم القانوني والإدارة المالية والمحاسبية بينما تركز كل شركة ناشئة مشارِكة على البحث والتطوير وإدارة المنتجات والمبيعات وما قبل البيع/دعم ما بعد البيع.
أدى مفهوم الحلزون الثلاثي للعلاقات بين الجامعة والصناعة والحكومة التي طُوّرت في التسعينيات من القرن العشرين من قبل إيتسكويتز (1993) وإيتسكويتز ولايدزدورف (1995) إلى مجموعة من السياسات الحكومية التي طوّرت أنظمة بيئية ريادية محلية. يعتقد بعض الباحثين أن الحكومات ليس لها تأثير كبير على إنشاء نظام بيئي لريادة الأعمال. ومع ذلك، تصلح فكرة النظام البيئي للأعمال الريادية لسياسة ريادة الأعمال، إذ يمكن تطوير البرامج المستهدفة لسد الفجوات في النظام البيئي. على سبيل المثال، حققت البرامج الاستشارية بعض النجاح.